# Solanum aturense
Solanum aturense är en potatisväxtart som beskrevs av Michel Félix Dunal. Solanum aturense ingår i släktet skattor som ingår i familjen potatisväxter. Inga underarter finns listade i Catalogue of Life.